# Обсерваторія Клеть

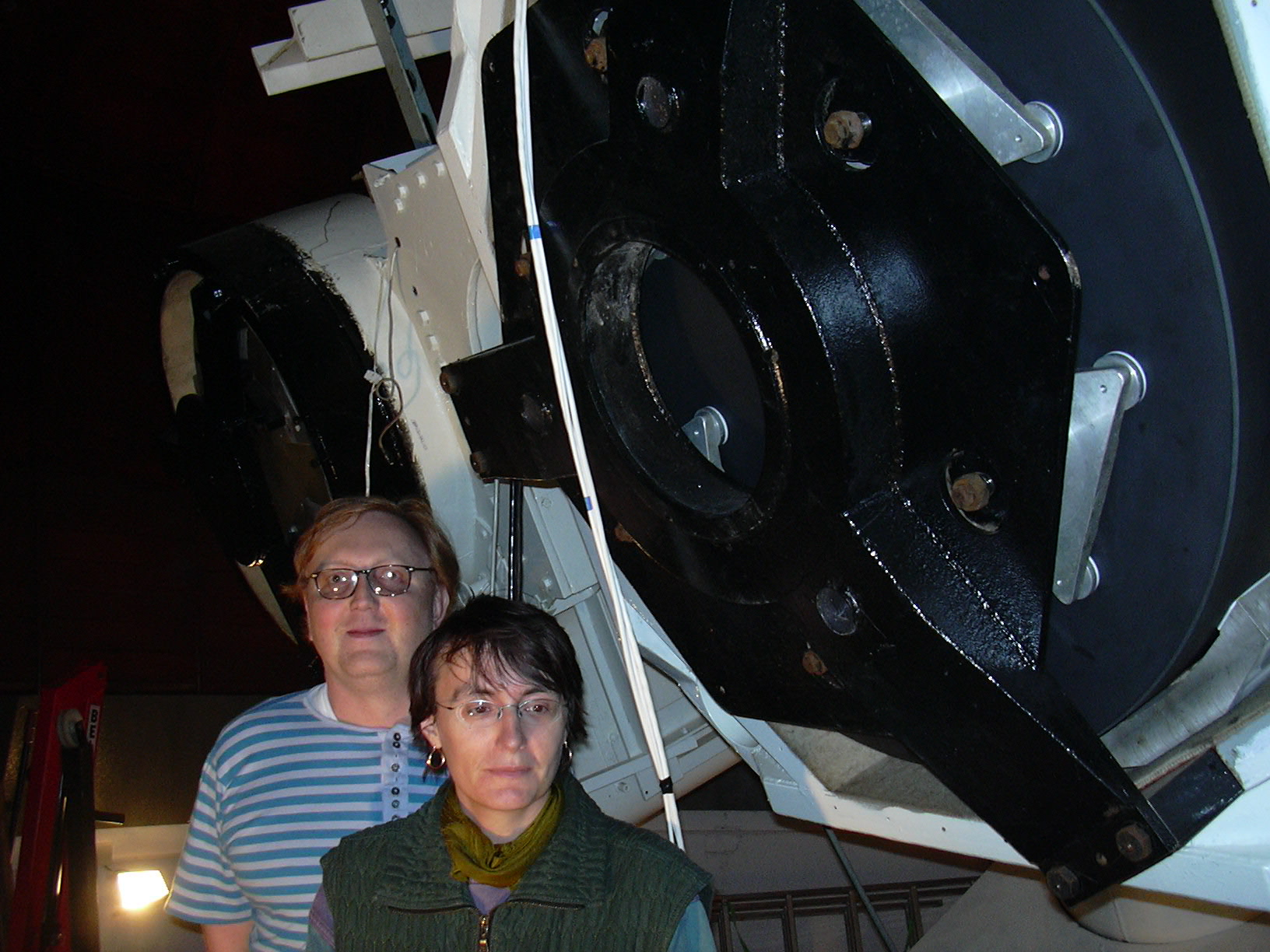
Мілош Тихий та директор обсерваторії Яна Тиха поряд з телескопом KLENOT

Обсерваторія Клеть — астрономічна обсерваторія в Чехії, що належить центру природознавства Південної Богемії в Чехії. Коди обсерваторії — «246» і «046». Заснована в 1957.
Обсерваторія розташована на південь від вершини гори Клеть (Kleť) на висоті 1070 м, на північний захід від міста Чеське Будейовіце (České Budějovice), де розташований архів обсерваторії.
Завдяки висоті розташування обсерваторії, приблизно на двісті метрів вище рівня шаруватих хмар, для астрономічних спостережень доступно близько ста п'ятдесяти ясних ночей щорічно, що значно вище, ніж середнє для Чехії.
З 1992 року по теперішній час директором обсерваторії є Яна Тиха.